# Festival d'été d'Ebrach
 (juin 2020).
Si vous disposez d'ouvrages ou d'articles de référence ou si vous connaissez des sites web de qualité traitant du thème abordé ici, merci de compléter l'article en donnant les références utiles à sa vérifiabilité et en les liant à la section « Notes et références ».

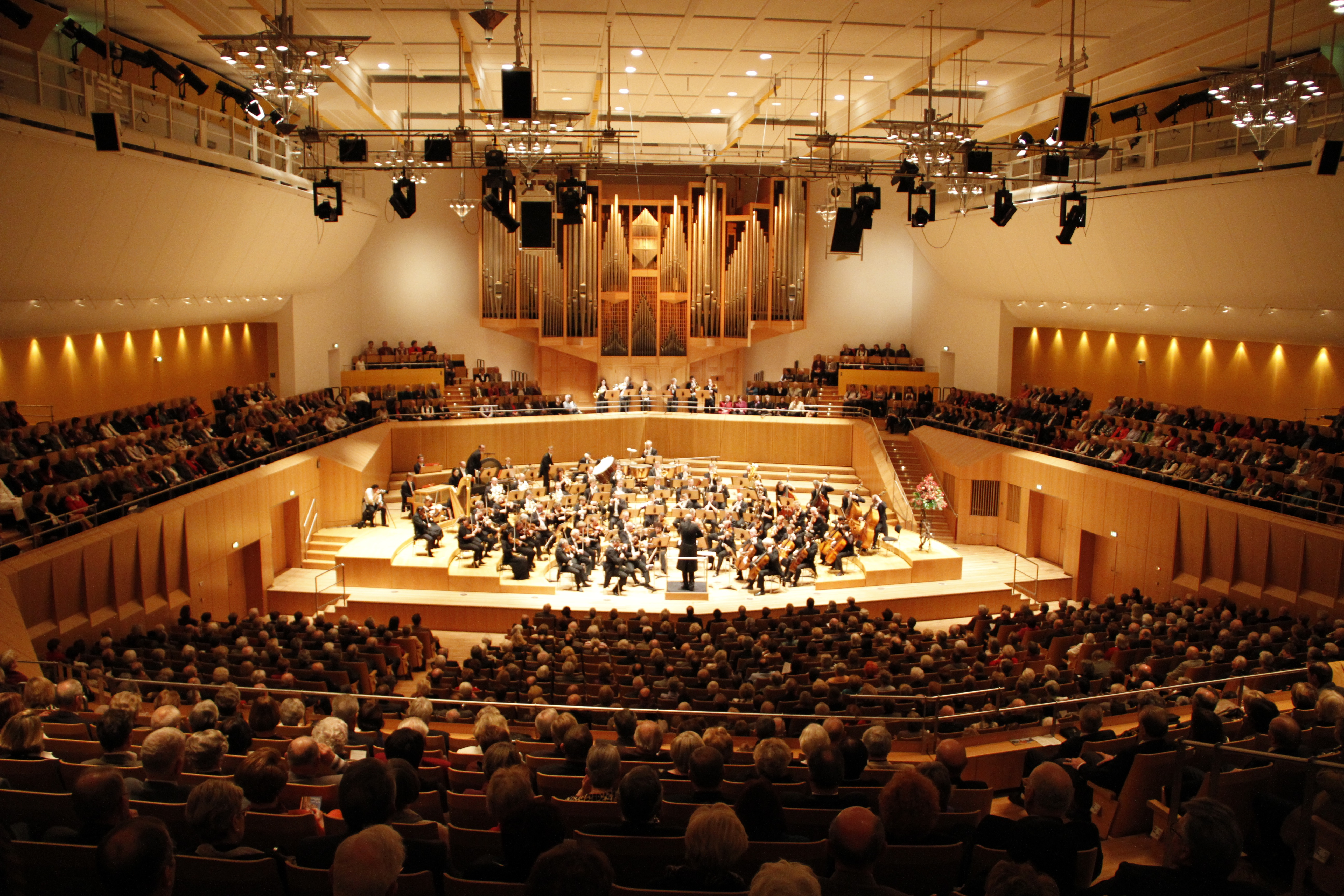
Konzerthalle Bamberg

L’Été musical d’Ebrach (Ebracher Musiksommer) est un festival de musique classique qui se déroule en Franconie depuis 1990.  

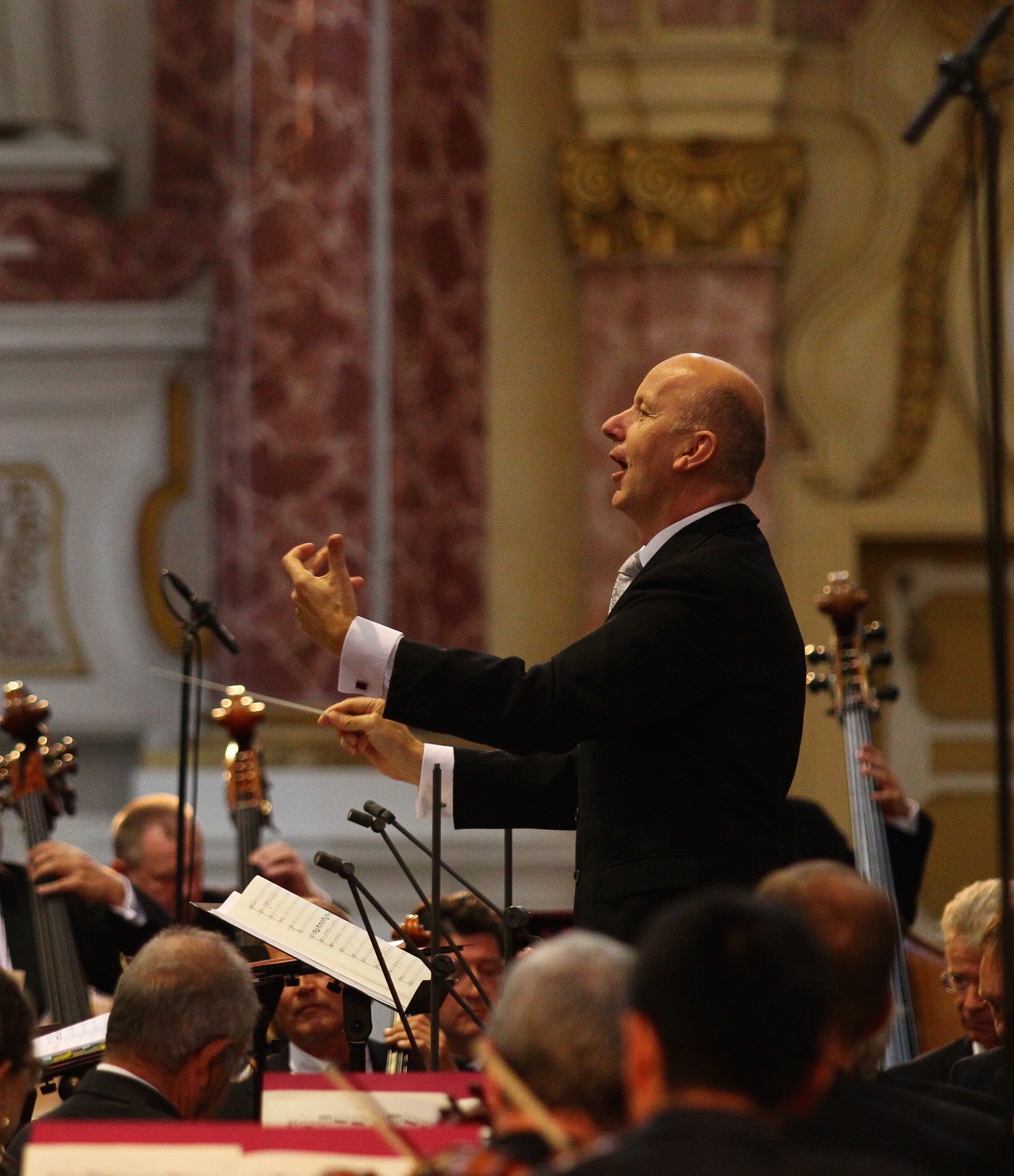
Gerd Schaller, Philharmonie Festiva

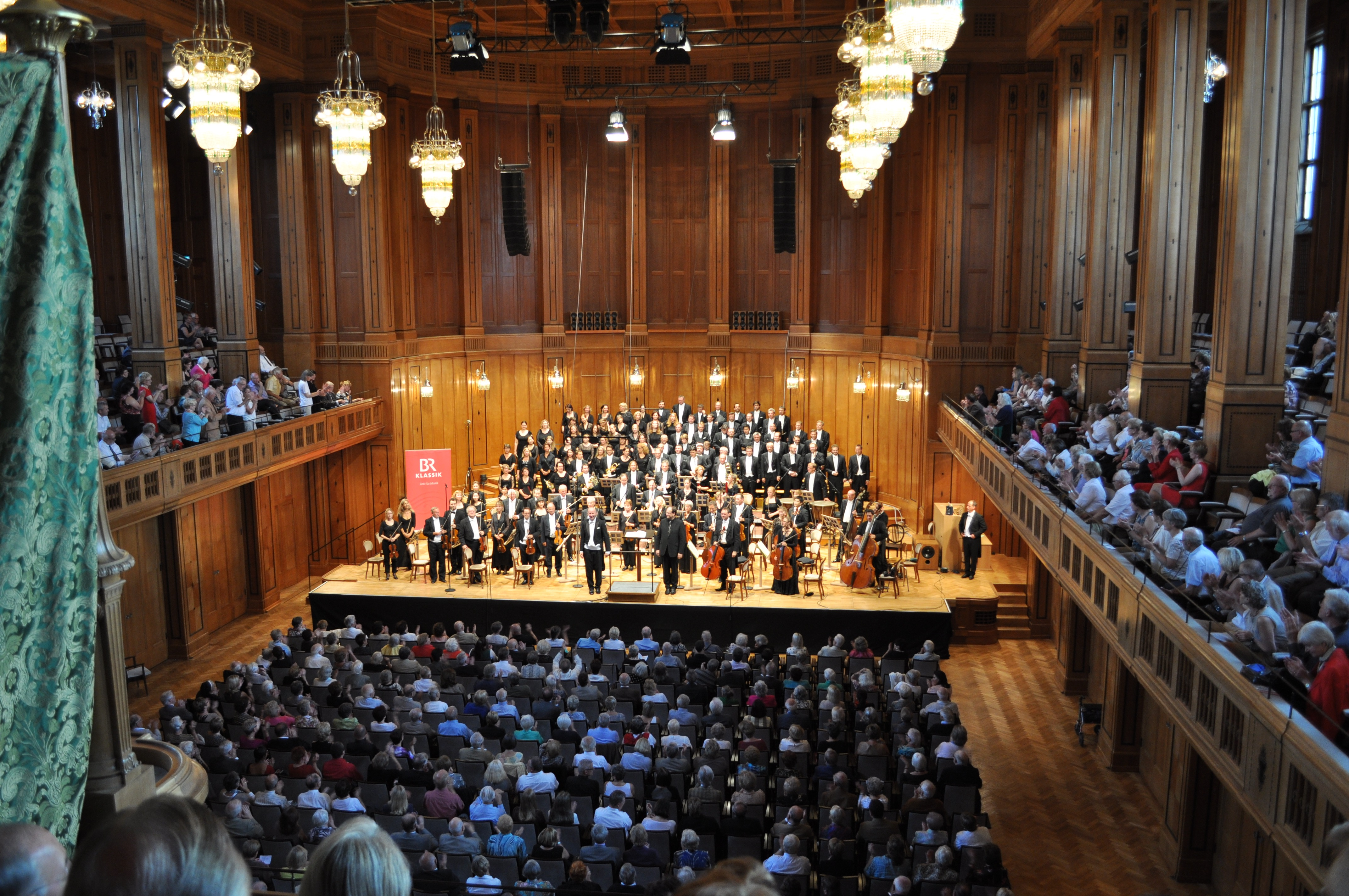
Regentenbau Bad Kissingen

Créé par le chef d’orchestre Gerd Schaller, il en assure également la direction artistique.

## Biographie

### Lieu et Concerts
Les concerts se tiennent principalement dans l’ancienne abbaye cistercienne d’Ebrach, dans la salle impériale baroque et l’église abbatiale de style gothique primitif. D’autres événements ont lieu à la salle Max Littmann du Regentenbau de Bad Kissingen ainsi qu’à la salle Joseph Keilberth de la Konzerthalle de Bamberg.

### Réputation Internationale
L’Été musical d’Ebrach s’est forgé une renommée sur la scène internationale grâce à l’interprétation et à l’enregistrement de l’intégrale des symphonies d’Anton Bruckner sous la direction de Gerd Schaller. Le festival est aussi associé au projet BRUCKNER2024. 
En 2011, en collaboration avec l’Institut Anton Bruckner de Linz, un Festival Bruckner a été organisé, présentant les Symphonies n° 1, 2 et 3, accompagné d’un symposium scientifique intitulé « Bruckner en voyage ».
En 2020, il avait déjà gravé la symphonie no 9 (version avec Final reconstitué) à la console de la même abbaye qui avait accueilli son projet orchestral et dont l'interprète.

### Interprétations et Enregistrements
Le festival met un accent particulier sur l’interprétation et l’enregistrement de pièces rares. Par exemple, la Télévision Bavaroise a filmé le Requiem de Franz von Suppé dans l’église abbatiale, avec le Chœur philharmonique de Munich et la Philharmonie Festiva, qui a été retransmis sur 3sat, entre autres.
En outre, la remise à l’honneur de l’opéra Merlin de Karl Goldmark et de la Grande Messe en mi-mineur de Johann von Herbeck a eu lieu au Regentenbau de Bad Kissingen. Les enregistrements en direct ont été réalisés en coopération avec la Bayerischer Rundfunk – studio de Franconie, et publiés par le label Profil Édition Günter Hänssler.

### Programmation et Orchestras
Lors des concerts dans la salle impériale historique, les programmes sont principalement axés sur les œuvres de l’époque baroque et du classicisme viennois. La majorité des concerts sont présentés par l’orchestre du festival, la Philharmonie Festiva, mais d’autres ensembles et orchestres de renom sont également invités, notamment :
- L’Orchestre de la radio de Munich
- L’Orchestre symphonique du Théâtre national de Prague
- L’Orchestre symphonique de la radio de Prague
- La Kammerphilharmonie, réunissant des musiciens du Gewandhaus de Leipzig
- Les Dresdner Kapellsolisten
- L’Orchestre symphonique de Nuremberg
- Les Münchner Bachsolisten
- L’Orchestre d’état de Brunswick
- La Meininger Hofkapelle

Parallèlement, l’Été musical d’Ebrach offre une plateforme aux jeunes talents prometteurs, leur permettant de se faire connaître.

### Organisation
L’Été musical d’Ebrach est organisé par la ville d’Ebrach, qui soutient activement ce festival culturel de musique classique.